# Bébé a le béguin
Pour plus de détails, voir Fiche technique et Distribution.
Bébé a le béguin ou Bébé reçoit le coup de foudre est un film muet français réalisé par Louis Feuillade, sorti en 1911.

## Fiche technique
- Titre : Bébé a le béguin
- Autre titre : Bébé reçoit le coup de foudre
- Réalisation : Louis Feuillade
- Scénario : Louis Feuillade
- Photographie :
- Montage :
- Producteur :
- Société de production : Société des Établissements L. Gaumont
- Société de distribution :  Comptoir Ciné-Location (C.C.L.)
- Pays d'origine :  France
- Langue : film muet avec les intertitres en français
- Métrage : 150 mètres
- Format : Noir et blanc — 35 mm — 1,33:1 — Muet
- Genre :  Comédie
- Durée : 5 minutes
- Dates de sortie : 
  - France : 9 juin 1911

## Distribution
- René Dary (Clément Mary) : Bébé
- Renée Carl